# Tadeusz Estreicher
Tadeusz Estreicher, né le 19 décembre 1871 et mort le 8 avril 1952 à Cracovie, est un chimiste, historien et chercheur en cryogénie polonais, professeur à l'université Jagellonne de Cracovie.

## Biographie
Fils de Karol Karol Estreicher (en), directeur de la Bibliothèque Jagellonne et de son épouse Stefania née Grabowska, Tadeusz Estreicher est né à Cracovie alors au sein de l'Empire autrichien. Il est frère de l'historien Stanisław Estreicher.
Élève de Karol Olszewski, dont il deviendra plus tard l'assistant, et de Zygmunta Wróblewski, Estreicher obtient son doctorat en chimie organique à l'université Jagellonne en 1897, puis, grâce à une bourse de l'Académie des connaissances, il poursuit ses études à Berlin, Leipzig et Londres, notamment chez William Ramsay.
Assistant (1899), puis privat-docent (1904) à l'université de Cracovie, Tadeusz Estreicher y construit en 1901 un appareil de liquéfaction d'hydrogène, l'un des trois existants alors dans le monde.
Invité à l'université de Fribourg en Suisse, il y occupe de 1906 à 1919 le poste de professeur de chimie minérale et générale et organise un laboratoire de chimie pour mener des recherches dans le domaine de l'ébullioscopie, de la cryoscopie et de la calorimétrie à basse température.
Le 27 septembre 1909, il épouse à Riga Elżbieta Kiersnowska, fille d'un notaire et propriétaire du domaine d'Horodzowka près de Nowogródek qu'il rencontre à Fribourg lorsqu'elle s'y rend pour ses études de botanique.
Estreicher est ami des artistes de la Jeune Pologne, dont le poète Julian Tuwim, le peintre Józef Mehoffer qui l'immortalise sur une frise des vitraux de la cathédrale de Fribourg, Leon Wyczółkowski qui peint un portrait de sa femme, et surtout Stanislas Wyspiański qu'Estreicher aide à créer son fluorophore. Estreicher est également l'un des principaux collaborateurs de l'Encyclopédie polonaise éditée à Fribourg dès 1916.
En plus de son travail scientifique, Tadeusz Estreicher s'engage dans une action patriotique. Pendant la Première Guerre mondiale, il donne une série de conférences pour les officiers, y compris sur les effets de la nitroglycérine. Il est actif au sein du Comité général de secours pour les victimes de la guerre en Pologne, dit Comité de Vevey et présidé par Henryk Sienkiewicz, et il organise des conférences pour promouvoir la question de l'indépendance polonaise, ainsi que la poésie et la culture polonaises. 
En 1919, quand la Pologne recouvre son indépendance, il retourne à Cracovie et prend la direction du Département de chimie inorganique à l'université Jagellonne et enseigne la chimie de la peinture à l'Académie des Beaux-Arts. Il est également directeur du Département pharmaceutique. Il se spécialise principalement en cryogénie et mène des recherches sur les propriétés des gaz à basse température. Il détermine les points d'ébullition et de fusion, la pression de vapeur, les températures critiques des halogénures d'hydrogène. Il est également l'auteur de la première monographie sur la calorimétrie à basse température.
Il publie de nombreux ouvrages sur l'histoire de la science et de livres de la vulgarisation scientifique. Il est également l'auteur d'ouvrages linguistiques sur le vocabulaire chimique et pharmaceutique. Membre de nombreuses sociétés scientifiques et sociales, il fait partie du comité chargé de ramener au cathédrale du Wawel les cendres du poète national Juliusz Słowacki.
Après l'invasion de la Pologne par l'Allemagne nazie, le 6 novembre 1939, il est arrêté et déporté au camp de concentration de Sachsenhausen avec 180 autres enseignants des universités de Cracovie lors de l'opération Sonderaktion Krakau dont le but est d'éliminer physiquement l'inteligentsia polonaise. Son frère Stanisław meurt dans le camp. Tadeusz a la chance d'être libéré un an après grâce aux efforts de scientifiques étrangers. Après son retour à Cracovie, il trouve un emploi comme relecteur à une imprimerie et participe à l'enseignement clandestin au sein de la Résistance polonaise.
Après la guerre, il retourne travailler à l'université Jagellonne. En 1948, malade et perdant la vue, il interrompt ses cours, mais continue de participer à la vie de l'université. Il décède en 1952 et il est enterré au cimetière Rakowicki.